# Stubble Trouble
Stubble Trouble ist ein US-amerikanischer animierter Kurzfilm von Joseph E. Merideth. Er war Merideths Debütfilm bei Calabash und entstand über drei Jahre in Cel- und Computeranimation. Stubble Trouble kam am 2. Juni 2000 in die US-amerikanischen Kinos.

## Handlung
Ein Höhlenmann trommelt für eine Höhlenfrau, die ihn jedoch abweist, da er einen Vollbart trägt. Stattdessen geht sie mit einem muskelbepackten Hünen aus, der kein einziges Barthaar besitzt. Der Höhlenmann versucht auf unterschiedlichste Weise, seinen Bart loszuwerden – er rasiert sich mit einem Messer, einem Schleifstein, einem Saurierzahn und einem Igel – jedoch wachsen die Haare innerhalb kürzester Zeit nach. Der Höhlenmann ist deprimiert, trifft jedoch bald auf eine rothaarige Amazone mit einem langen roten Bart, die ihn begeistert mit sich nimmt.

## Auszeichnungen
Stubble Trouble wurde 2002 für einen Oscar in der Kategorie „Bester animierter Kurzfilm“ nominiert, konnte sich jedoch nicht gegen Der Vogelschreck durchsetzen. Zudem war er 2001 für einen Annie Award nominiert.